# Have Space Suit—Will Travel
Have a Space Suit—Will Travel este un roman științifico-fantastic pentru tineret din august 1958 scris de Robert A. Heinlein. A apărut în foileton în The Magazine of Fantasy & Science Fiction și publicat de Scribner's cu copertă dură în 1958. Romanul a fost nominalizat la Premiul Hugo în 1959. A câștigat Premiul Sequoyah Children's Book în 1961.

## Legături externe
- en  Istoria publicării lucrării Have Space Suit—Will Travel la Internet Speculative Fiction Database
- Have Space Suit—Will Travel la Open Library
- Have Space Suit – Will Travel at Worlds Without End
- Have Space Suit—Will Travel parts one, two, and three on the Internet Archive

## Vezi și
- Bibliografia lui Robert A. Heinlein
- 1958 în științifico-fantastic
- Fără a mai socoti și câinele -- To Say Nothing of the Dog de Connie Willis
- Trei într-o barcă (fără a mai socoti și câinele) de Jerome K. Jerome